# 圣桑福里安德蒙
圣桑福里安德蒙（法語：Saint-Symphorien-des-Monts，法語發音：[sɛ̃ sɛ̃fɔʁjɛ̃ de mɔ̃]）是法国芒什省的一个旧市镇，属于阿夫朗什区。2016年1月1日，圣桑福里安德蒙和相邻的比艾合并为新市镇比艾莱蒙。

## 地理
圣桑福里安德蒙（48°32'37"N, 1°0'10"W）面积6.81 平方千米，位于法国诺曼底大区芒什省，该省份为法国西北部沿海省份，西、北、东北三面环大西洋，东起顺时针与卡爾瓦多斯省、奧恩省、马耶讷省和伊勒-维莱讷省接壤。
与圣桑福里安德蒙接壤的市镇（或旧市镇、城区）包括：维勒希安、比艾、费里耶尔、拉庞蒂、穆利讷、图谢圣母村、旧萨维尼、比艾莱蒙。
圣桑福里安德蒙的时区为UTC+01:00、UTC+02:00（夏令时）。

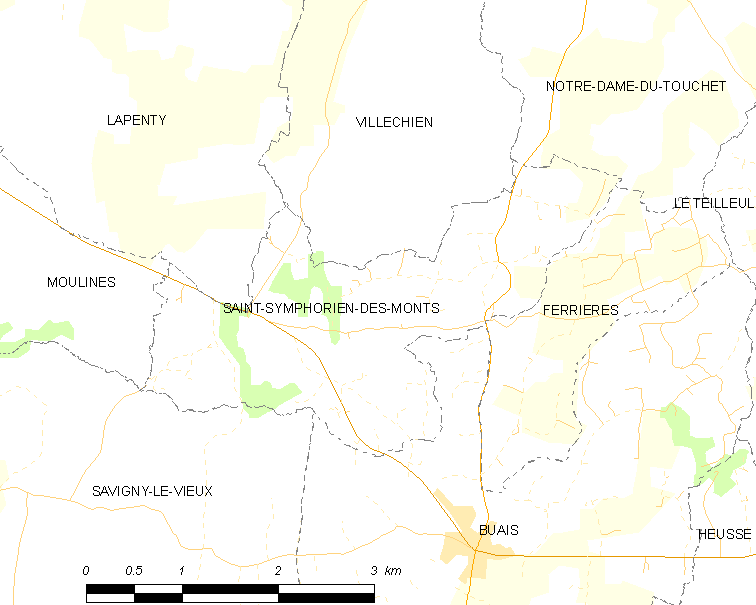
圣桑福里安德蒙的OSM定位图

## 行政
圣桑福里安德蒙的邮政编码为50640，INSEE市镇编码为50557。

## 政治
圣桑福里安德蒙所属的省级选区为圣伊莱尔迪阿库埃县。

## 人口

1962-2008年间圣桑福里安德蒙人口变化图示

圣桑福里安德蒙于2018年1月1日时的人口数量为125人。